# Hunter Killer
Hunter Killer es una película estadounidense de suspenso y acción de 2018 dirigida por Donovan Marsh y escrita por Arne Schmidt y Jamie Musgo, basada en la novela de 2012 Firing Point de Don Keith y George Wallace. La cinta está protagonizada por Gerard Butler, Gary Oldman, Michael Nyqvist, Common y Toby Stephens, y sigue a un grupo de SEAL y a la tripulación de un submarino que tienen que rescatar al presidente ruso, capturado por una facción rebelde de su propio ejército.
La película fue estrenada en Estados Unidos el 26 de octubre de 2018 a través de Summit Entertainment.

## Sinopsis
En aguas de la Península de Kola, el submarino estadounidense USS. Tampa Bay de la clase Los Ángeles está siguiendo al submarino ruso RFS. Konek, de clase Akula, cuando de repente el sonar del Tampa Bay detecta una explosión que aparentemente destruye al submarino ruso. Posteriormente, son atacados y hundidos por otro submarino ruso que estaba oculto. Al enterarse de la noticia, el contraalmirante John Fisk decide enviar al único submarino más cercano, el USS. Arkansas, de la clase Virginia, poniendo bajo su mando al capitán Joe Glass.
Al mismo tiempo, un equipo de Navy SEAL, bajo el mando del teniente Beaman, es desplegado para espiar la base naval de Polyarny, pero la misión se complica cuando Martinelli, el nuevo recluta, queda inconsciente durante la inserción por HALO. Cuando llegan a la base, son testigos de como el ministro de defensa, Dmitri Durov, toma como prisionero al presidente Zakarin. Fisk se da cuenta de que se trata de un golpe de Estado y de que Durov quiere desencadenar la Tercera Guerra Mundial.
Mientras tanto, el Arkansas encuentra los restos del Tampa Bay y los del Konek, que había sido hundido por un sabotaje interno. Son atacados por otro submarino ruso, que había estado escondido bajo el hielo. Glass consigue destruir al segundo submarino ruso y envía a un minisubmarino al Konek para rescatar a los posibles supervivientes, entre los que se encuentra el capitán Sergei Andropov, a quien Glass toma como prisionero de guerra al no tener claro lo que estaba ocurriendo.
El almirante Charles Donnegan recomienda a la presidenta de los Estados Unidos que la Armada se prepare para un posible enfrentamiento con Rusia, mientras que Fisk sugiere que el equipo SEAL de Beaman rescate al presidente Zakarin y luego se reúna con el Arkansas. Glass logra convencer a un reacio Andropov de que su submarino no fue hundido por ellos y de que les ayude a llegar a la base de Polyarny, cuyas defensas conoce Andropov. Gracias al capitán ruso, el Arkansas logra entrar a la base sin ser detectado. Mientras tanto, los SEAL logran rescatar a Zakarin, pero Beaman pierde a dos de sus hombres. A continuación, Glass envía al DSRV del Arkansas, el Mystic. Beaman introduce a Zakarin en el minisubmarino y ordena a los pilotos que lo lleven al Arkansas, y a continuación regresa por Martinelli, a quien se vio obligado a dejar atrás debido a las heridas anteriores.
Mientras las flotas de Estados Unidos y Rusia se acercan para enfrentarse, el Arkansas es atacado por el RFS. Yevchenko, un destructor clase Udaloy, comandado por Sutrev, miembro de la conspiración de Durov. Mientras el destructor amenaza con destruir al Arkansas, Andropov logra enviar un mensaje a la tripulación del Yevchenko, a quien entrenó, afirmando que Zakarin está a bordo del submarino. Sutrev ordena disparar contra el Arkansas, pero la tripulación se niega. Posteriormente, Zakarin envía un mensaje ordenando que no disparasen contra el submarino estadounidense, amenazando con ejecutar a los que lo hagan por traición. Cuando Durov ordena a sus fuerzas disparar misiles contra el Arkansas, Donnegan le ordena disparar contra el Yevchenko, pero Glass se niega, reconociendo que disparar contra los rusos podría provocar la guerra que está tratando de evitar. En el último momento, el destructor ruso destruye los misiles lanzados por Durov antes de que impactasen con el Arkansas, para luego destruir la Base Naval de Polyarny, matando a Durov y a sus hombres.
Glass lleva a Zakarin, y a Andropov y sus hombres al Yevchenko. Andropov y Glass confirman su respeto mutuo y Glass regala a Andropov su moneda de la suerte la cual se la entregaron en su primera nave de combate. La película finaliza con el Arkansas abandonando la base naval escoltado por varios destructores rusos.

## Reparto
- Gerard Butler como el Comandante Joe Glass.
- Gary Oldman como el Almirante Charles Donnegan.
- Common como el Contralmirante John Fisk.
- Zane Holtz como Paul Martinelli.
- Caroline Goodall como la presidente de Estados Unidos Dover.
- Alexander Diachenko como el Presidente ruso Zakarin.
- Michael Nyqvist como el Capitán Sergei Andropov.
- Ilia Volok como el Capitán Vladimir Sutrev.
- Mikhail Gorevoy como el Ministro de Defensa Dmitri Durov.
- Igor Jijikine como el Teniente Tretiak.
- Yuri Kolokolnikov como Oleg.
- Toby Stephens como el Subteniente Bill Beaman.
- Linda Cardellini como Jayne Norquist.
- David Gyasi como el Capitán del USS Omaha.
- Gabriel Chavarria como Navy SEAL.
- Taylor John Smith como el operador de sonar del USS Omaha.
- Michael Trucco como Devin Hall.
- Ryan McPartlin como Matt Johnstone.
- Richard Cerros Jr. como el oficial médico Jones.
- Carter MacIntyre como el agente ejecutivo Brian Edwards.

## Producción
El 12 de noviembre de 2015, se anunció que un trato entre los productores de la película había sido llevado a cabo, por lo que Relativity Media, de Neal H. Moritz, y Original Film, de Toby Jaffe, producirían la cinta junto con Milennium Films, que también la cofinanció y distribuyó. El 3 de marzo de 2016, fue anunciado que Donovan Marsh dirigiría la película y que Gerard Butler y Gary Oldman la protagonizarían, con Neal H. Moritz de Original Films y Toby Jaffe produciendo la película junto con Butler, Tucker Tooley, Alan Siegel y Mark Gill de Tooley Productions. El 23 de junio de 2016, Taylor John Smith fue contratado para interpretar a un operador de sonar en el submarino. El 6 de julio de 2016, Gabriel Chavarria se unió la película para interpretar a un SEAL a bordo del submarino de EE. UU., al día siguiente, Zane Holtz también se unió a la película para interpretar a Paul Martinelli, un miembro valiente y especializado de la unidad de élite. El 13 de julio de 2016, Michael Trucco y Ryan McPartlin fueron contratados para interpretar al especialista en armas Devin Hall y al ex-SEAL y médico de la CIA Matt Johnstone, respectivamente. El 19 de julio de 2016, Michael Nyqvist se unió al elenco para interpretar al Capitán Sergei Andropov. El 21 de julio de 2016, David Gyasi se unió a la película para hacer el papel del Jefe de Barco del submarino USS Omaha, y Toby Stephens también se sumó en el rol del Subteniente Beaman, líder del escuadrón SEAL. El 4 de agosto de 2016, Linda Cardellini se unió al reparto.
La fotografía principal de la película comenzó el 25 de julio de 2016, en Londres.
Como corolario de su rodaje, Hunter Killer fue el último trabajo realizado por Nyqvist, ya que en 2017 falleció como consecuencia de un cáncer de pulmón. Con motivo de ello, la película fue dedicada en su memoria.

## Estreno
La película fue estrenada el 26 de octubre de 2018 a través de Summit Entertainment.

## Recepción
Hunter Killer ha recibido reseñas mixtas a negativas de parte de la crítica y positivas de la audiencia. En el sitio web especializado Rotten Tomatoes, la película posee una aprobación de 37%, basada en 115 reseñas, con una calificación de 4.8/10 y un consenso crítico que diceː "Al igual que el submarino en su historia, Hunter Killer navega por las turbias profundidades de la acción, siguiendo un curso superficial hacia un territorio que ha sido cartografiado muchas veces antes." De parte de la audiencia tiene una aprobación de 68%, basada en 1443 votos, con una calificación de 3.7/5.
El sitio web Metacritic le ha dado a la película una puntuación de 43 de 100, basada en 28 reseñas, indicando "reseñas mixtas". Las audiencias encuestadas por CinemaScore le han dado a la película una "A-" en una escala de A+ a F, mientras que en el sitio IMDb los usuarios le han dado una calificación de 6.6/10, sobre la base de 64 187 votos. En la página web FilmAffinity, la cinta tiene una calificación de 5.7/10, basada en 3761 votos.